# Hubert Pierlot
Hubert Marie Eugène Pierlot, född 23 december 1883 i Cugnon i Bertrix (i provinsen Luxembourg), död 13 december 1963 i Uccle, var en belgisk politiker (katolik/kristdemokrat).

## Biografi
Pierlot var inrikesminister 1934–1935, jordbruksminister 1934–1935 och 1936–1939 och utrikesminister 1939. Han var därefter Belgiens premiärminister från den 22 februari 1939 till den 12 februari 1945, först för en koalitionsregering mellan katoliker och socialistiska Belgiska Arbetarepartiet och sedan för en koalitionsregering mellan katoliker och liberaler.
Efter att andra världskriget brutit ut, under "låtsaskriget", blev han ledare för en samlingsregering med tre partier som förblev vid makten till den tyska invasionen 1940. Under invasionen hamnade Pierlots regering i skarp konflikt med kung Leopold III, som kom att stanna kvar i Belgien efter landets kapitulation. Några timmar efter kapitulationen 27 maj 1940 träffade Pierlot och Paul-Henri Spaak ledande franska politiker (Paul Reynaud, Maxime Weygand och Philippe Pétain) i ett konfliktfyllt möte, där de två belgiska politikerna försökte förklara landets agerande inför de oförstående och upprörda fransmännen som räknat med att Belgien skulle fortsätta som krigförande. Pierlot tog sig senare till London, där han ledde en exilregering under resten av kriget. Hans regering stödde De fria franska styrkorna och erkände 1941 Charles de Gaulle som Frankrikes ledare. Regeringen organiserade också bildandet av De fria belgiska styrkorna som hade växt till över 100 000 man vid segerdagen 1945.
När han återvände till regeringen ledde han en utökad koalitionsregering som också innefattade kommunisterna. Regeringen insatte kungens bror prins Charles av Flandern som regent istället för Leopold III, som sedan juni 1944 varit internerad i Sachsen och som misstroddes av regeringen på grund av konflikterna 1940 och kungens agerande under Belgiens ockupation.